# François-Xavier Demaison
François-Xavier Demaison (Francia; 1969), también conocido como FX Demaison, es un ingeniero francés de Fórmula 1. Fue el director técnico del equipo Williams Racing en 2021 y 2022.

## Carrera
Demaison comenzó su carrera en los deportes de motor trabajando para Peugeot Sport como ingeniero jefe de rally antes de pasar a Subaru World Rally Team en marzo de 2006 en un puesto idéntico. En 2008 se incorporó a Citroën Junior Team como ingeniero senior durante dos temporadas antes de convertirse en director técnico de Petter Solberg World Rally Team en 2010.
Demaison se mudó a Volkswagen Motorsport en 2011 como Gerente de Proyectos WRC y luego, en 2016, se convirtió en Director Técnico con la responsabilidad general de todos los proyectos de deportes de motor de la marca. Mientras estuvo en Volkswagen, Demaison jugó un papel decisivo en la creación del dominante Volkswagen Polo R WRC, que ganó los tres títulos en el Campeonato Mundial de Rally cuatro veces seguidas entre 2013 y 2016. También ayudó a ser pionero en el innovador auto de carreras eléctrico Volkswagen I.D. R, que logró múltiples récords en Pikes Peak y Nürburgring.
En marzo de 2021, Demaison se reunió con su antiguo jefe Jost Capito en Williams Racing y se convirtió en director técnico. En su cargo, fue responsable del diseño y desarrollo de los monoplazas, así como de la ingeniería en la pista. Tanto Capito como Demaison dejaron sus respectivos puestos en diciembre de 2022.